# Nobilitas
Con il termine nobilitas (che in latino indica la fama) si definisce la classe dirigente di Roma dai primi secoli della media e tarda repubblica romana e del principato, che si stabilì dopo la fine del conflitto degli ordini. Con nobilis (pl. nobiles) i Romani designavano un membro di questa aristocrazia, che aveva raggiunto la notorietà avendo ricoperto cariche nei pubblici uffici.
A differenza del patriziato, riservato a un numero limitato di famiglie "originarie", la nobiltà era un ceto sociale potenzialmente dinamico, anche se nel corso del tempo andò chiudendosi. I nobiles erano i discendenti diretti di un plebeo asceso al consolato.
Nella Roma antica, il termine nobilitas venne ad indicare i componenti più importanti dell'aristocrazia civica. La parola deriva dal latino nobilis, che letteralmente significa "notabile, conoscibile", ovverosia degno di fama, questo vale soprattutto per le famiglie illustri nella loro epoca. La nobilitas romana comprendeva non solo le famiglie patrizie, ma anche quelle plebee consolari, cioè discendenti da un console.
La nobilitas durante la Repubblica svolse un forte ruolo politico, che si indebolì notevolmente sotto l'impero. A partire dal IV secolo la funzione di questo ceto conobbe cambiamenti significativi.

## Lanobilitasnella Repubblica romana
In origine vi era a Roma un'aristocrazia formata da soli patrizi. Di solito, appartenevano alla nobilitas i membri dell'aristocrazia senatoria che avevano avuto tra i loro antenati un console o almeno un censore (come sostengono lo storico Matthias Gelzer e, a seguire, la maggior parte degli storici moderni). Altre definizioni ipotizzano la presenza di un qualsiasi magistrato curule tra gli antenati, punto di vista, tuttora condiviso da alcuni ricercatori, ricondotto soprattutto a Theodor Mommsen. Ma almeno nella tarda Repubblica e nel Principato era per lo più vero che fossero ritenuti come nobiles solo i discendenti diretti degli ex-consoli. Una definizione esatta di chi appartenesse alla nobilitas non si può comunque dare dal momento che, nella società romana, il solo lignaggio non era sufficiente per stabilire lo status sociale, dato che ai comportamenti individuali veniva attribuita perlomeno la stessa importanza (vedi più avanti). I discendenti di un console potevano dunque precipitare nell'anonimato se non fossero riusciti ad affermarsi al servizio dello stato. Inoltre, le ricerche moderne suggeriscono che i gruppi sociali non costituivano mai una delimitazione precisa. Così, si può probabilmente affermare che i discendenti dei consoli erano considerati nobiles, ma che esistevano eccezioni a questa regola non scritta.
L'aristocrazia, dopo l'avvento della Repubblica, finì gradualmente per perdere i propri privilegi a favore di una nobilitas che univa insieme i discendenti dei patrizi e degli optimates ("i migliori"), anche se plebei. Con una delle leges Liciniae Sextiae, del 367 a.C. i plebei furono ammessi al consolato mentre prima potevano essere solo tribuni militum consulari potestate). I plebei, dopo lunghe lotte, videro riconosciuto attraverso la Lex Ogulnia, probabilmente intorno al 300 a.C., l'accesso ai principali uffici sacerdotali e, mediante la Lex Hortensia del 287 a.C., la piena uguaglianza politica a Roma. I patrizi e le famiglie plebee che avevano raggiunto le più alte cariche dello Stato finirono per costituire l'"aristocrazia statale", la nobilitas.
In un sistema basato sulle classi il plebeo poteva divenire nobile, pur senza radici familiari lontane, se il suo censo era adeguato e, soprattutto, se aveva ricoperto l'esercizio delle più alte funzioni, il consolato. I nobili rappresentavano oltre l'1% della popolazione. Le loro famiglie si distinguevano per diversi marcatori sociali che sono stati indirizzati a mantenere la memoria di una famiglia per accrescere il suo prestigio nella vita politica della città. Il funerale pubblico è stata una grande opportunità per le famiglie nobili di mostrare la loro antichità e la loro gloria attraverso l'esposizione di immagini, ritratti di antenati, e la laudatio funebris, l'elogio del defunto nella continuità delle virtù familiari, che si ottiene quasi per ereditarietà.
La nobilitas non era formalmente ereditaria, né esisteva un gruppo definito legalmente, almeno fino alla fine della Res publica. I membri della nobilitas seguivano il proprio codice di comportamento aristocratico, impresso, tra le altre cose, dallo sforzo, la gloria e l'onore della propria gens attraverso il servizio alla Res publica. Per un giovane nobilis era quasi naturale intraprendere una carriera da senatore (fino al loro ingresso in Senato anche i giovani nobiles erano formalmente solo dei cavalieri, tutto ciò venne a modificarsi solo con Augusto). Quanto fosse grande l'influenza della nobilitas all'interno della Repubblica romana è controverso nella ricerca recente, fino a giungere alla posizione antitetica, che sostiene che Roma sia stata a quel tempo fondamentalmente una democrazia, non dominata da una piccola oligarchia (Fergus Millar). La maggior parte dei ricercatori, tuttavia, presuppone che di fatto fosse la nobilitas a stabilire la politica a Roma, anche se l'influenza di altri cittadini era considerevolmente de jure, funzionava così, si dava prova ogni volta del consenso per assicurare al popolo la sua importanza, laddove la partecipazione politica dei comuni cittadini romani era in effetti molto bassa. Egon Flaig parla di "politica ritualizzata".
Come ogni aristocrazia, anche quella romana era sempre alimentata dalla concorrenza. Era importante primeggiare sugli altri nobiles. Questa rivalità crebbe sempre di più soprattutto dopo la sconfitta di Annibale nel II secolo a.C. e ancor di più nel I secolo a.C. Ma questo non fu l'ultimo confronto, che secondo il parere di molti storici portò infine all'annientamento della solidarietà di classe, distrutta da nobiles di grande successo, come Silla, Pompeo e Cesare.
Gli ottimati costituivano una sorta di "lobby" che si opponeva ai populares. La famiglia dei Cecili Metelli rappresentò questo gruppo di pressione, che contribuendo alla chiusura della vita politica romana per gli individui non dalla nobilitas. Gaio Mario viene presentato da Sallustio come colui che mise in discussione questo monopolio di fatto. Di fronte al prestigio della nobilitas gli homines novi (uomini nuovi) dovevano mettere in evidenza le loro qualità, virtù, capacità militari (come Mario), oppure letterarie, giuridiche e politiche come Cicerone. Secondo Ronald Syme, l'apertura della nobilitas alla fine del II secolo a.C. e il successo degli uomini nuovi non devono però essere intesi come il risultato di uno scontro tra ordine senatorio e plebei, tra optimates e populares, tra homines novi e vecchia nobilitas, ma piuttosto come il risultato della lotta per il potere e la gloria tra gli uomini della nobilitas Al contrario Syme interpretò la fine della Repubblica come una rivoluzione sociale, che portò al principato di Augusto con la creazione dell'Impero romano. Tuttavia, questa crisi toccò pesantemente le antiche famiglie nobili, ed il rispetto che dimostrò Augusto, ed i segni del loro primato non fu "farsa" o un anacronismo.. E ora era l'imperatore che poteva decidere chi appartenesse o meno alla nuova nobilitas.
Nella tarda repubblica, molti membri della nobilitas erano approssimativamente divisi in due gruppi: gli optimates e i populares. Non si trattava di partiti nel senso moderno del termine; essi differivano poco nei loro obiettivi rispetto ai loro metodi. Gli optimates  si basavano sulla realizzazione dei loro progetti politici nel Senato, dove controllavano la maggioranza. Si trovavano pertanto in contrasto con i populares, che erano pure dei nobiles, che intendevano affermare i loro obiettivi con l'aiuto del popolo, la plebe, dato che non avrebbero trovato al Senato la maggioranza tra i loro pari grado. Il conflitto tra gli optimates e i populares viene inteso nella ricerca moderna come espressione della rivalità crescente all'interno della nobilitas, in base alla quale solo i protagonisti più ricchi e potenti si trovavano in opposizione alla maggioranza al Senato e per questo motivo si servivano del metodo popolare.
L'ascesa diretta di un non-senatore alla nobilitas, evento abbastanza normale per lungo tempo,  riuscì nella tarda Repubblica solo a pochi homines novi, come Cicerone. In questo periodo la Res publica è stata dominata da un gruppo di circa trenta famiglie aristocratiche (come i Claudii, i Cornelii, i Licinii, i Cecilii, i Metelli e gli Iulii). Nelle guerre civili, la maggioranza al Senato veniva alla fine sottomessa ad individui ambiziosi come Cesare e Ottaviano.

### L'estensione del concetto ai notabili locali o di altre popolazioni
La nozione di nobilitas venne poi applicata dai Romani anche ad altri contesti: i Domi nobiles erano notabili locali. Essi potevano essere discendenti da famiglie illustri della regione, da magistrati, da proprietari terrieri (locupletes) che avessero ottenuto la cittadinanza romana, da soldati che avessero ottenuto terre ed avessero occupato una posizione onorata localmente. Nella parte orientale dei domini romani, la nozione di nobilitas fu applicata per tradurre il termine equivalente di eugeneia. Infine, l'idea fu così applicata anche ai popoli barbari incontrati dai Romani, le loro aristocrazie, i loro capi, le loro famiglie reali firono così assimilate ad una forma di nobilitas regionale.

## Lanobilitasin epoca imperiale
All'inizio dell'Impero, i nobili formarono tutti insieme un corpo specifico nella società romana, ma per essere nobili bisognava discendere o da una gens patrizia oppure essere stato console. La nobilitas si distingueva pertanto dall'aristocrazia romana, dove i suoi membri appartenevano solo all'ordine senatorio, da quelli più ricchi dell'ordine equestre, tra i quali molti erano destinati ad una brillante carriera politica (cursus honorum). La differenza principale di questa nobilitas romana rispetto all'aristocrazia senatoria ed equestre era che si poteva ereditare, ma non acquistare: una famiglia poteva accedere alla nobilitas in almeno due generazioni. Esistevano, pertanto, membri della nobilitas non senatori, ma discendenti da una famiglia gloriosa, anche se decaduta. Tuttavia, essi potevano ancora celebrare la loro prestigiosa storia di famiglia alle origini oscure degli homines novi.
Anche dopo la fine della Res publica e l'istituzione dell'impero sotto Augusto, la nobilitas rappresentò per secoli l'élite politica, economica e sociale dell'Impero romano. Durante la crisi del III secolo la sua importanza politica cominciò a scemare, ma fondamentalmente l'aristocrazia senatoriale decadde durante l'Impero romano d'occidente solamente nella tarda antichità, dopo le guerre gotiche del VI secolo. La parola nobilis sta ancora oggi ad indicare un aristocratico romano. La maggior parte della vecchia nobilitas repubblicana, tuttavia, si era già estinta attorno al 200 d.C., quando le gens come gli Anicii si richiamavano alle antiche radici, ma si trattava probabilmente solo di una finzione che era giustificata dall'adozione.
Sotto l'alto impero questo schema venne conservato: la nobilitas rimase sempre limitata ai discendenti patrizi ed ai consolari. Tuttavia, la presenza del consolato suffetto moltiplicò il numero dei consolari e permise l'integrazione di un gran numero di famiglie alla nobilitas. Anche altre cariche furono considerate una possibilità di accedere alla nobilitas come quella di prefetto del pretorio, riservato all'ordine equestre, dunque a qualcuno che non aveva seguito il cursus honorum, ma che dava un'importanza simile al consolato, come si manifesta con gli ornamenti consolari dato a diversi prefetti. Lintegrazione di una famiglia alla nobilitas dipendeva dunque dall'imperatore, che nominava le magistrature e permetteva quindi l'accesso al consolato.
Tuttavia, il consolato non può più essere il prestigio supremo: la nobiltà suprema appartiene alla famiglia imperiale e l'erede designato del potere può essere chiamato, a partire da Commodo nobilissimus Caesar.

## Le trasformazioni del Tardo Impero
La crisi che interessò il potere imperiale nel III secolo, dopo il 235, con una successione di regni di breve durata e di imperatori assassinati, sfociò con una ricostituzione delle strutture dell'Impero e del posto occupato dagli ordini superiori della società romana - senatori e cavalieri. Tutto ciò ebbe profonde conseguenze sulla nozione di nobilitas. Se nel 238 i senatori che si opponevano a Massimino il Trace poterono farsi forti del tema della nobiltà contro un imperatore "ignobilis", le guerre civili successive lasciarono poco spazio alla nobiltà. L'eliminazione del potere militare dei senatori da parte di Gallieno portò, infine, a compimento una tendenza che aveva visto la nobilitas abbandonare la celebrazione delle virtù guerriere in favore dell'esaltazione dell'eloquenza e della distinzione culturale. A questo si aggiunsero numerosi altri cambiamenti, tra cui l'abbandono della pratica dell'esposizione delle imagines, anche durante i funerali imperiali, e la comparsa di una concezione cristiana di una nobiltà secondo il Cielo, derivata dalla fede.
Il Tardo Impero fu dunque un periodo che vide la ridefinizione dell'idea di nobiltà, della sua origine e delle sue caratteristiche. Tra il 320 e il 350 il termine conobbe un ampliamento di significato, legato alle riforme di Costantino e dei suoi figli: da quel momento, la parola nobilitas non indicava più un'origine, ma uno status, anche se le grandi famiglie non abbandonarono del tutto una concezione genealogica della loro nobiltà. L'allargamento del concetto e il suo sviluppo lo aprirono a importanti cambiamenti che condussero infine alla concezione medievale della nobiltà. Quest'ultima deve essere pensata in continuità con il modello romano? L'interpretazione è discussa. Se per K.F. Werner la risposta sarebbe positiva, C. Badel ha al contrario insistito sulle differenze tra le due concezioni per respingere l'idea di una filiazione diretta: secondo lui il modello della nobiltà senatoria romana apparterrebbe ad un passato ormai sepolto agli inizi del VII secolo.